# Baker & Dale
Die Baker & Dale Ltd. war ein britischer Hersteller von Cyclecar, der in Southbourne (Hampshire) ansässig war.
1913 stellten sie einen von T. A. Hubert entworfenen Wagen vor. Er besaß einen V2-Motor unbekannter Provenienz sowie einen Riemenantrieb zur Hinterachse.